# يوم الربو العالمي
يوم الربو العالمي هو حدث سنوي تنظمه المبادرة العالمية للربو (GINA) لتحسين الوعي بالربو والرعاية في جميع أنحاء العالم. يتم الاحتفال باليوم العالمي للربو في أول يوم ثلاثاء من شهر مايو كل عام. كان موضوع حدث عام 2021 هو "كشف المفاهيم الخاطئة حول الربو"، وفي عام 2022، "سد الفجوات في رعاية الربو".